# Faro (gmina w Portugalii)
Faro – gmina i miasto w południowej Portugalii, w regionie Algarve, podregionie Algarve, dystrykcie Faro. Siedzibą władz gminy Faro jest miasto Faro, będące największym ośrodkiem i stolicą regionu Algarve.

## Krótki opis
Gmina zajmuje powierzchnię 202,57 km², a w 2011 r. zamieszkiwało ją 64 560 osób. Na terenie gminy, zlokalizowane jest jedno miasto:
- Faro – prawa miejskie od 7 września 1540, zajmuje powierzchnię 74,75 km² (miasto tworzą dwa sołectwa: Sé i São Pedro), w 2011 r. liczyło 44 119 mieszkańców[1].

## Sołectwa

Mapa gminy Faro z aktualnym podziałem na sołectwa.

Do 2012 gmina Faro była podzielona na 6 sołectw (port. freguesias), jako jednostek administracyjnych niższego rzędu. W 2013 doszło do połączenia sołectw: Conceição i Estoi w związek sołectw o nazwie Conceição e Estoi oraz sołectw: Sé i São Pedro w związek sołectw o nazwie Faro (Sé e São Pedro) - tworzących miasto Faro - dlatego obecnie ich liczba wynosi 4. Są to:
- Conceição e Estoi - 8176 osób[1]
- Faro (Sé e São Pedro) (miasto Faro) - 44 119 osób
- Montenegro - 8149 osób
- Santa Bárbara de Nexe - 4116 osób

## Klimat
| Miesiąc | Sty  | Lut  | Mar  | Kwi  | Maj  | Cze  | Lip  | Sie  | Wrz  | Paź  | Lis  | Gru  | Roczna |
| --- | ---- | ---- | ---- | ---- | ---- | ---- | ---- | ---- | ---- | ---- | ---- | ---- | ------ |
| Średnie temperatury w dzień [°C]                                                                                  | 16.1 | 16.9 | 19.1 | 20.4 | 22.8 | 26.4 | 29.2 | 28.8 | 26.6 | 23.2 | 19.6 | 17.0 | 22,2   |
| Średnie dobowe temperatury [°C]                                                                                   | 12.0 | 12.8 | 14.8 | 16.1 | 18.4 | 21.9 | 24.2 | 24.1 | 22.3 | 19.3 | 15.7 | 13.3 | 17,9   |
| Średnie temperatury w nocy [°C]                                                                                   | 7.9  | 8.7  | 10.5 | 11.8 | 14.0 | 17.3 | 19.1 | 19.4 | 18.0 | 15.3 | 11.7 | 9.6  | 13,6   |
| Opady [mm] | 59.3 | 52.0 | 39.4 | 38.6 | 21.7 | 4.3  | 1.8  | 3.9  | 23.2 | 60.1 | 90.4 | 114  | 509    |
| Średnia liczba dni z opadami                                                                                      | 12   | 13   | 9    | 10   | 7    | 4    | 1    | 1    | 3    | 9    | 10   | 11   | 90     |
| Średnie usłonecznienie [h]                                                                                        | 171  | 165  | 233  | 252  | 313  | 333  | 369  | 353  | 273  | 226  | 182  | 167  | 3038   |
| Źródło: Instituto Português do Mar e da Atmosfera, Hong Kong Observatory (liczba dni z opadami i nasłonecznienie) |      |      |      |      |      |      |      |      |      |      |      |      |        |

| Sty  | Lut  | Mar  | Kwi  | Maj  | Cze  | Lip  | Sie  | Wrz  | Paź  | Lis  | Gru  | Rok  |
| ---- | ---- | ---- | ---- | ---- | ---- | ---- | ---- | ---- | ---- | ---- | ---- | ---- |
| 16,5 | 16,1 | 16,0 | 17,2 | 18,5 | 20,6 | 21,7 | 22,1 | 21,6 | 21,2 | 19,2 | 17,5 | 19,0 |

## Komunikacja
Przez miasto przebiega jedyna linia kolejowa w południowej części Portugalii - Linha do Algarve. W związku z tym funkcjonuje tu stacja kolejowa Faro. Cztery kilometry na zachód od centrum miasta znajduje się Port lotniczy Faro, jedno z trzech międzynarodowych lotnisk w kontynentalnej części Portugalii.

## Demografia
| Liczba ludności gminy Faro (1864 – 2011) | Liczba ludności gminy Faro (1864 – 2011) | Liczba ludności gminy Faro (1864 – 2011) | Liczba ludności gminy Faro (1864 – 2011) | Liczba ludności gminy Faro (1864 – 2011) | Liczba ludności gminy Faro (1864 – 2011) | Liczba ludności gminy Faro (1864 – 2011) | Liczba ludności gminy Faro (1864 – 2011) | Liczba ludności gminy Faro (1864 – 2011) | Liczba ludności gminy Faro (1864 – 2011) | Liczba ludności gminy Faro (1864 – 2011) | Liczba ludności gminy Faro (1864 – 2011) | Liczba ludności gminy Faro (1864 – 2011) | Liczba ludności gminy Faro (1864 – 2011) | Liczba ludności gminy Faro (1864 – 2011) |
| ---------------------------------------- | ---------------------------------------- | ---------------------------------------- | ---------------------------------------- | ---------------------------------------- | ---------------------------------------- | ---------------------------------------- | ---------------------------------------- | ---------------------------------------- | ---------------------------------------- | ---------------------------------------- | ---------------------------------------- | ---------------------------------------- | ---------------------------------------- | ---------------------------------------- |
| 1864                                     | 1878                                     | 1890                                     | 1900                                     | 1911                                     | 1920                                     | 1930                                     | 1940                                     | 1950                                     | 1960                                     | 1970                                     | 1981                                     | 1991                                     | 2001                                     | 2011                                     |
| 16 732                                   | 17 746                                   | 20 395                                   | 22 938                                   | 23 838                                   | 24 273                                   | 28 456                                   | 31 747                                   | 33 749                                   | 35 651                                   | 30 973                                   | 45 109                                   | 50 761                                   | 58 051                                   | 64 560                                   |

## Miasta partnerskie
- Tanger, Maroko
- Hayward, USA
- Bolama, Gwinea Bissau
- Huelva, Hiszpania
- Málaga, Hiszpania